# Declaração Anglo-Francesa
A Declaração Anglo-Francesa (em inglês:  Anglo-French Declaration e em francês:  Déclaration Anglo-Française) foi um acordo de princípios assinado entre a França e o Reino Unido em 7 de Novembro de 1918, afirmando um acordo para implementar uma "libertação completa e final" dos países que formavam parte do Império Otomano, incluindo o estabelecimento de governos democráticos na Síria e Mesopotâmia. O acordo é explícito quanto à formação de novos governos ser determinada pelas populações locais e não impostos pelas potências signatárias. 
O acordo pretendeu eliminar quaisquer suspeitas por parte dos árabes em relação a ambições colonialistas ou imperialistas por parte dos europeus. De facto, a França e a Grã-Bretanha detinham e mantiveram o controlo de ambas as regiões até depois da Segunda Guerra Mundial.

## O texto
A meta prevista pela França e pela Grã-Bretanha na prossecução no Oriente da Guerra causada pela ambição alemã é a libertação completa e definitiva dos povos que, durante muito tempo, foram oprimidos pelos turcos, e a criação de governos nacionais e administrações decorrentes da sua autoridade a partir do livre exercício da iniciativa e de escolha das populações indígenas.
No exercício dessas intenções, França e Grã-Bretanha concordam em promover e apoiar a criação de governos indígenas e administrações na Síria e na Mesopotâmia, que já foram libertados pelos Aliados, bem como nos territórios que eles estão empenhados em garantir, reconhecendo estes tão brevemente quanto sejam realmente estabelecidos.
Longe de querer impor às populações das regiões quaisquer instituições particulares, estão apenas em causa a garantia, pelo apoio e assistência adequada ao funcionamento regular dos governos e administrações livremente escolhidos pelas próprias populações, em garantir uma justiça imparcial e igual para todos; em facilitar o desenvolvimento económico do país, ao promover e incentivar a iniciativa local, promover a disseminação da educação, e pôr um fim às dissensões que a política turca tem explorado desde há muito tempo. Essa é a tarefa que as duas Potências Aliadas desejam empreender nos territórios libertados.